# Wilhelm Franz Speer

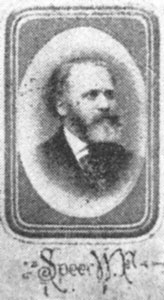
Wilhelm Franz Speer

Wilhelm Franz Speer (* 24. Januar 1823 in Friedland; † 15. Dezember 1898 in Zadar, Königreich Ungarn) war ein deutscher Komponist, Organist und Chordirigent.

## Leben
Über die musikalische Ausbildung Speers ist nicht bekannt. Von 1862 bis 1871 war er Domorganist in Temeswar. Für die Temesvarer Zeitung schrieb er 1862 eine Artikelserie über Alte und Neue Musik. Im Folgejahr veröffentlichte er eine Klavierschule unter dem Titel Praktische Anleitung zum Klavierspielen. Von 1871 bis 1893 war er als Nachfolger von Moritz Pfeiffer Kapellmeister im Dom zu Temeswar. Im Jahr 1871 war er Mitglied des Temeswarer Philharmonischen Vereins und wurde mit Heinrich Weidt zum Vereinschorleiter ernannt. Er leitete den Chor dann gemeinsam mit Martin Nováček (von 1871 bis 1876), Karl Rudolf Karrasz (bis 1881), mit Nováček und Karrasz (bis 1882) und schließlich wieder mit Nováček (bis 1889).
Von Speers Werken sind eine Weihnachtsmotette (Quem vidistis pastores, 1873), drei Offertorien, zwei Graduale und zwei Messen, ein Requiem, das Oratorium Die Könige in Israel nach einem Libretto von Wilhelm Smets sowie die komische Oper Der Dorfbarbier erhalten.